# Château de Barbentane
Le château de Barbentane, surnommé le « Petit Trianon de la Provence » ou « le plus italien des châteaux provençaux », est une demeure de plaisance, du XVIIe siècle, qui se dresse sur la commune française de Barbentane dans le département des Bouches-du-Rhône, en région Provence-Alpes-Côte d'Azur.
Le château fait l'objet d'un classement partiel au titre des monuments historiques par arrêté du 9 septembre 1949.

## Localisation
Le château de Barbentane, séparé d'Avignon par la Durance, est situé sur la commune de Barbentane, dans le département français des Bouches-du-Rhône.

## Historique
Le château de Barbentane fut bâti à partir de 1674 par l’architecte avignonnais Louis-François de Royers de la Valfenière que Paul-François Ier de Puget, co-seigneur de Barbentane, fit venir auprès de lui. Le château est remodelé par son fils, Paul-François II, en 1741 (voûtes plates et surbaissées qui font sa gloire). L’intérieur est embelli au XVIIIe siècle par Balthazar de Puget de Barbentane, fils de Paul-François II, ambassadeur de Louis XV en Toscane, à l’âge de 20 ans. Il est chambellan de Son Altesse sérénissime Monseigneur le Duc d'Orléans, ministre plénipotentiaire du Roy auprès du Grand-Duc de Toscane, à Florence (1768-1788).
Il fut sauvegardé pendant la Révolution du fait qu'Hilarion Paul de Puget, marquis de Barbentane, ancien officier du roi, accepta de devenir général. De par sa construction, il est à l’origine des premiers faubourgs du village. Du perron de sa façade sud, il offre une vue remarquable sur la tour de Barbentane, le village et la Montagnette.
Il est la propriété de Pierre Terray de 1876 à 1907, année où le château revient dans la famille de Puget, laquelle réside encore en ces lieux. 

## Description
Le château de style baroque commencé en 1674 ne fut achevé qu'à la fin du XVIIIe siècle. Il a conservé ses stucs, ses marbres et ses terrasses à l'italienne.

## Protection
Sont protégés par arrêté du 9 septembre 1949 :
- le château et son parc, y compris les plantations et les éléments d'architecture et de sculpture qui le décorent et les bâtiments composant la basse-cour.

Le parc du château est recensé, en 2003, à l'Inventaire général du patrimoine culturel.

## Visite
Le château fut ouvert à la visite entre 1972 et 2014, date à partir de laquelle il n'est plus possible de le visiter.

## Lieu de Tournage
Le château a servi de décor pour de nombreux tournages de films. Le plus connu étant sans doute le feuilleton télévisé Les Gens de Mogador dans les années 1970.